# Дејли Сити
Дејли Сити (енгл. Daly City) град је у америчкој савезној држави Калифорнија. По попису становништва из 2010. у њему је живело 101.123 становника.

## Демографија
Према попису становништва из 2010. у граду је живело 101.123 становника, што је 2.498 (2,4%) становника мање него 2000. године.
|                   | 2010.            | 2000.            |
| Укупно            | 101 123 (100,0%) | 103 621 (100,0%) |
| Азијати           | 56 267 (55,64%)  | 52 522 (50,69%)  |
| Хиспаноамериканци | 23 929 (23,66%)  | 23 072 (22,27%)  |
| Белци             | 14 031 (13,88%)  | 18 344 (17,70%)  |
| Афроамериканци    | 3 600 (3,560%)   | 4 720 (4,555%)   |
| Остали            | 3 296 (3,259%)   | 4 963 (4,790%)   |

## Партнерски градови
- Кезон Сити